# Brett Steven
Brett Steven, né le 27 avril 1969 à Auckland, est un joueur néo-zélandais de tennis, professionnel de 1988 à 1999.
Il n'a jamais remporté de tournoi en simple sur le circuit ATP mais il a disputé trois finales. Il compte également parmi ses meilleures performances un quart de finale perdu contre Pete Sampras à l'Open d'Australie. Son meilleur classement ATP est une 32e place atteinte le 12 février 1996.
Il a obtenu de meilleurs résultats en double. Il totalise 9 titres dont le Masters d'Indian Wells remporté en 1995 avec Tommy Ho. En outre, il a perdu 9 autres finales et a atteint le 12 juin 1995 la 16e place au classement de double de l'ATP.

## Palmarès

### Finales en simple messieurs
| No | Date       | Nom et lieu du tournoi                               | Catégorie    | Dotation  | Surface      | Vainqueur       | Score          |  |
| -- | ---------- | ---------------------------------------------------- | ------------ | --------- | ------------ | --------------- | -------------- |  |
| 1  | 23-08-1993 | OTB International, Schenectady                       | World Series | 175 000 $ | Dur (ext.)   | Thomas Enqvist  | 4-6, 6-3, 7-60 |  |
| 2  | 08-01-1996 | BellSouth Open, Auckland                             | World Series | 303 000 $ | Dur (ext.)   | Jiří Novák      | 6-4, 6-4       |  |
| 3  | 07-07-1997 | Miller Lite Hall of Fame Championships, Newport (RI) | World Series | 255 000 $ | Gazon (ext.) | Sargis Sargsian | 7-60, 4-6, 7-5 |  |

### Titres en double messieurs
| No | Date       | Nom et lieu du tournoi                               | Catégorie    | Dotation    | Surface         | Partenaire        | Finalistes                          | Score    |          |
| -- | ---------- | ---------------------------------------------------- | ------------ | ----------- | --------------- | ----------------- | ----------------------------------- | -------- | -------- |
| 1  | 08-07-1991 | Miller Lite Hall of Fame Championships Newport (RI)  | World Series | 150 000 $   | Gazon (ext.)    | Gianluca Pozzi    | Javier Frana Bruce Steel            | 6-4, 6-4 |          |
| 2  | 28-02-1994 | Copenhagen Open Copenhague                           | World Series | 188 750 $   | Moquette (int.) | Martin Damm       | David Prinosil Udo Riglewski        | 6-3, 6-4 |          |
| 3  | 11-04-1994 | Salem Open Hong Kong                                 | World Series | 295 000 $   | Dur (ext.)      | Jim Grabb         | Jonas Björkman Patrick Rafter       | Forfait  |          |
| 4  | 09-05-1994 | America's Red Clay Tennis Championship Coral Springs | World Series | 215 000 $   | Terre (ext.)    | Lan Bale          | Ken Flach Stéphane Simian           | 6-3, 7-5 |          |
| 5  | 06-03-1995 | Newsweek Champions Cup Indian Wells                  | Super 9      | 1 800 000 $ | Dur (ext.)      | Tommy Ho          | Gary Muller Piet Norval             | 6-4, 7-6 | Parcours |
| 6  | 10-03-1997 | Copenhagen Open Copenhague                           | World Series | 203 000 $   | Moquette (int.) | Andreï Olhovskiy  | Kenneth Carlsen Frederik Fetterlein | 6-4, 6-2 |          |
| 7  | 17-03-1997 | St. Petersburg Open Saint-Pétersbourg                | World Series | 300 000 $   | Moquette (int.) | Andreï Olhovskiy  | David Prinosil Daniel Vacek         | 6-4, 6-3 |          |
| 8  | 07-07-1997 | Miller Lite Hall of Fame Championships Newport (RI)  | World Series | 255 000 $   | Gazon (ext.)    | Justin Gimelstob  | Kent Kinnear Aleksandar Kitinov     | 6-3, 6-4 |          |
| 9  | 12-01-1998 | Heineken Open Auckland                               | Int' Series  | 315 000 $   | Dur (ext.)      | Patrick Galbraith | Tom Nijssen Jeff Tarango            | 6-4, 6-2 |          |

### Finales en double messieurs
| No | Date       | Nom et lieu du tournoi                       | Catégorie           | Dotation    | Surface         | Vainqueurs                       | Partenaire        | Score         |          |
| -- | ---------- | -------------------------------------------- | ------------------- | ----------- | --------------- | -------------------------------- | ----------------- | ------------- | -------- |
| 1  | 23-08-1993 | OTB International Schenectady                | World Series        | 175 000 $   | Dur (ext.)      | Bernd Karbacher Andreï Olhovskiy | Byron Black       | 2-6, 7-6, 6-1 |          |
| 2  | 13-02-1995 | Kroger St. Jude Memphis                      | Championship Series | 683 000 $   | Dur (int.)      | Jared Palmer Richey Reneberg     | Tommy Ho          | 4-6, 7-6, 6-1 |          |
| 3  | 17-04-1995 | XL Bermuda Open Bermudes                     | World Series        | 303 000 $   | Terre (ext.)    | Grant Connell Todd Martin        | Jason Stoltenberg | 7-6, 2-6, 7-5 |          |
| 4  | 06-11-1995 | Kremlin Cup Moscou                           | World Series        | 1 125 000 $ | Moquette (int.) | Byron Black Jared Palmer         | Tommy Ho          | 6-4, 3-6, 6-3 |          |
| 5  | 08-01-1996 | BellSouth Open Auckland                      | World Series        | 303 000 $   | Dur (ext.)      | Marcos Ondruska Jack Waite       | Jonas Björkman    | Forfait       |          |
| 6  | 04-03-1996 | Franklin Templeton Tennis Classic Scottsdale | World Series        | 303 000 $   | Dur (ext.)      | Patrick Galbraith Rick Leach     | Richey Reneberg   | 5-7, 7-5, 7-5 |          |
| 7  | 09-03-1998 | Copenhagen Open Copenhague                   | Int' Series         | 210 000 $   | Moquette (int.) | Tom Kempers Menno Oosting        | Jan Siemerink     | 6-4, 7-6      |          |
| 8  | 04-05-1998 | German International Championships Hambourg  | Super 9             | 2 200 000 $ | Terre (ext.)    | Donald Johnson Francisco Montana | David Adams       | 6-2, 7-5      | Parcours |

## Résultats en Grand Chelem

### En simple
| Année | Open d'Australie | Open d'Australie  | Roland-Garros | Roland-Garros  | Wimbledon     | Wimbledon        | US Open  | US Open             |
| ----- | ---------------- | ----------------- | ------------- | -------------- | ------------- | ---------------- | -------- | ------------------- |
| 1993  | 1/4 de finale    | Pete Sampras      | 2e tour       | Mark Woodforde | 2e tour       | Wally Masur      | 1er tour | Arnaud Boetsch      |
| 1994  | 2e tour          | Magnus Gustafsson | 1er tour      | Magnus Larsson | 2e tour       | Aleksandr Volkov | 1er tour | Marc-Kevin Goellner |
| 1995  | 2e tour          | Mark Woodforde    | 3e tour       | Sergi Bruguera | 3e tour       | Petr Korda       | 2e tour  | Patrick McEnroe     |
| 1996  | 1/8 de finale    | Boris Becker      | 2e tour       | Renzo Furlan   | 3e tour       | Richard Krajicek | -        | -                   |
| 1997  | 1er tour         | Richard Fromberg  | -             | -              | 1/8 de finale | Cédric Pioline   | 2e tour  | Martin Damm         |
| 1998  | 1er tour         | Wayne Black       | 1er tour      | Marcelo Ríos   | 1er tour      | Richard Krajicek | 1er tour | Félix Mantilla      |
| 1999  | 1er tour         | Michael Chang     | -             | -              | -             | -                | -        | -                   |

À droite du résultat, l'ultime adversaire.

### En double
| Année | Open d'Australie                | Open d'Australie               | Roland-Garros                   | Roland-Garros               | Wimbledon                       | Wimbledon                        | US Open                    | US Open                         |
| ----- | ------------------------------- | ------------------------------ | ------------------------------- | --------------------------- | ------------------------------- | -------------------------------- | -------------------------- | ------------------------------- |
| 1992  | -                               | -                              | -                               | -                           | -                               | -                                | 2e tour Jan Apell          | Wayne Ferreira Piet Norval      |
| 1993  | 1er tour Royce Deppe            | Patrick McEnroe Jonathan Stark | 2e tour Libor Pimek             | Luiz Mattar Jaime Oncins    | 1er tour Libor Pimek            | Paul Hand Chris Wilkinson        | 2e tour Byron Black        | Tom Nijssen Cyril Suk           |
| 1994  | 1er tour Laurie Warder          | Goran Ivanišević Marc Rosset   | 3e tour Lan Bale                | Byron Black Jonathan Stark  | 1/4 de finale Lan Bale          | Grant Connell Patrick Galbraith  | 3e tour Lan Bale           | Martin Damm Karel Nováček       |
| 1995  | 2e tour Mark Kratzmann          | Jared Palmer Richey Reneberg   | 1/2 finale Tommy Ho             | Jacco Eltingh Paul Haarhuis | 2e tour Tommy Ho                | Cristian Brandi Marcos Ondruska  | -                          | -                               |
| 1996  | 3e tour Tommy Ho                | Sébastien Lareau Alex O'Brien  | 1er tour Kenny Thorne           | Stefan Edberg Petr Korda    | 1er tour John-Laffnie de Jager  | Sébastien Lareau Alex O'Brien    | -                          | -                               |
| 1997  | 2e tour Scott Draper            | Mark Knowles Daniel Nestor     | -                               | -                           | 2e tour Andreï Olhovskiy        | Ellis Ferreira Patrick Galbraith | 1er tour Byron Black       | Jacco Eltingh Paul Haarhuis     |
| 1998  | 1/4 de finale Patrick Galbraith | David Macpherson David Wheaton | 1/4 de finale Patrick Galbraith | Mark Knowles Daniel Nestor  | 1/4 de finale Patrick Galbraith | Todd Woodbridge Mark Woodforde   | 1er tour Patrick Galbraith | Marius Barnard Andreï Olhovskiy |

Sous le résultat, le partenaire ; à droite, l'ultime équipe adverse.